# マイナ免許証
マイナ免許証（マイナめんきょしょう）とは、マイナンバーカードのICチップ内へ運転免許証情報をデータとして収容し、マイナンバーカードと運転免許証を一体化したもの。2025年3月24日開始。
道路交通法上の正式名称は「免許情報記録個人番号カード」。警察庁の報道発表資料、デジタル庁、政府広報では「マイナ免許証」と呼称されている。マイナンバーカードとの一体化により、利便性の向上、これまで役所と警察署の2か所で必要だった住所変更手続きの一本化、免許更新料の割引、オンライン講習の受講が可能となる。

## 制度概要
マイナンバーカードに対し「特定免許情報」を記録し、運転免許証として利用可能とするもの（#特定免許情報の記録事項 を参照）。
本制度は運転者の希望制であり、「従来の運転免許証の利用」「マイナ免許証（のみ）の利用」「従来の運転免許証とマイナ免許証の2枚持ち」のいずれかを選択可能。新規取得手数料や更新手数料は取得パターンによって異なり、マイナ免許証のみの場合が最も割安に設定されている。（#手数料 を参照）
マイナ保険証と違い、従来の運転免許証も残す対応となったのは、国際運転免許証を使用するにあたり自国の現物の運転免許証を必要とする国が存在するため、とされている。（#国外での利用制約 を参照）
住所・氏名の変更の際に、市役所・特別区役所・町村役場とは別に警察署または運転免許試験場へ赴く必要があったが、マイナ免許証のみの場合は不要（役所の手続きのみで完結）となる。

## 法的位置付け
2025年3月24日、改正道路交通法が施行され、マイナ免許証が以下の通り規定された。
- 名称 : 免許情報記録個人番号カード（道路交通法第95条の2第4項）[注 2]
- 記録された情報 : 特定免許情報（法第95条の2）[注 4]
- 位置付けや義務 : 従来の運転免許証と同等。運転時の携帯義務、警察官への提示義務を要する（法第95条の2第7項）[注 5]。警察官は特定免許情報を読み取る手段を有し、警察官に提出を求められた者は応じる義務を持つ（法第95条の2第8項）[注 6]。
- 任意性 : マイナ免許証の所持は任意。義務ではない（法第95条の2）[注 4]。
- 択一性 : 従来の運転免許証とマイナ免許証は双方同時に所持可能。二者択一ではない（法第101条第7項）[注 7]。

## マイナ免許証のシステム仕様
マイナンバーカードと運転免許証の一体化においては、マイナ保険証のように電子証明書を用いてサーバーへ問い合わせる方式ではなく、ICチップ内の区分部分（いわゆる空き領域）へ「特定免許情報」を記録する方法を取る（道路交通法第95条の2）。マイナ免許証登録希望者には、マイナンバーカードの空き領域へ「免許証AP」「警察庁カードAP」が作成される。これは、健康保険証情報を照会するのは医療機関が大半であるのに対し、運転免許証情報の照会は、警察機関のみならず民間でも多数想定される（レンタカーの利用、バス・タクシー会社等でのドライバー管理など）こと、山間部やトンネル内等、携帯電話通信がカバーされていない場所での利用も想定されることから、サーバーへの通信を必要とせず、ICチップ内のみのローカルで情報照会可能となるよう設計されたもの。
ICチップ内に記録された免許証情報は、専用アプリで読み取り可能。専用アプリは一般向けと警察官向けの2種類が存在する。一般向けはレンタカー会社等での利用が想定され、情報の読み取りにはマイナ免許証登録時に設定した暗証番号が必要。警察官向けは暗証番号不要で情報読み取りが可能（読み取る情報は運転免許証関連に限る）となっている。

### 特定免許情報の記録事項
マイナンバーカードICチップ空き領域へ書き込む「特定免許情報」の記録事項は以下のとおり。（道路交通法第95条の2第2項、道路交通法施行規則第21条の3）
1. 免許情報記録の番号
2. 免許の年月日及び免許情報記録の有効期間の末日
3. 免許の種類
4. 第93条第2項に規定する条件に係る事項　…眼鏡、AT限定など（限定免許 (運転免許) を参照）
5. 第93条第3項の規定により免許証に記載され、又は表示される事項であって内閣府令で定めるもの　…顔写真

交付年月日、本籍、照会番号、交付した公安委員会名は記録されない。また、交通違反歴も記録されない。
特定免許情報自体には、氏名、生年月日、住所の情報は記録されていない。#マイナ免許証読み取りアプリ で氏名、生年月日、住所を表示する際は、マイナンバーカードの基本情報部分から読み出している。

## マイナ免許証の登録方法
マイナ免許証の登録（マインナンバーカードへの特定免許情報の記録）は、運転免許試験場または、マイナ免許証の受付を行なっている警察署にて実施する。免許更新実施警察署の全てがマイナ免許証登録に対応しているとは限らない。

### 暗証番号
マインナンバーカードへの特定免許情報の記録では、特定免許情報を読み取るための暗証番号（数字4桁）を設定することが出来る（設定しないことも可能）。暗証番号は10回連続で誤入力した場合、ロックされる。

### 誤登録の防止
マインナンバーカードへの特定免許情報の記録は、希望者のみ、その場で本人立ち会いの元で行なう運用となっている。健康保険証情報やマイナポータル記載情報のように全国民一律に紐付けるものではない。したがって、いわゆるマイナンバーデータの誤登録が起きる可能性は低いとされる。マイナ免許証の登録時は「免許情報記録確認書」を用いて、本人と係員が一緒に、記録内容を1項目ずつチェックする運用を徹底している。

### 紛失再交付
紛失時は、マイナンバーカード、運転免許証それぞれの再交付ルールに準じる。マイナンバーカードでは #特急発行 を受けることができる。「マイナ免許証のみ所持」の者でも、従来型の運転免許証はいつでも再交付を受けることができる。

### 住所変更のワンストップサービス
住所変更時に、市区役所・町村役場への届けとマイナンバーカードの住所情報更新のみで、警察での変更手続きを不要とするもの。マイナ免許証のみを保有する者に限る。

## 手数料
マイナ免許証開始にあたり、更新手数料、講習手数料等を改定している。改定では「物件費・施設費」と「人件費」に分解し、標準額を算出した。
| 形態                 | 区分名                       | 物件費・施設費 | 人件費  | 合計    |
| -------------------- | ---------------------------- | -------------- | ------- | ------- |
| 従来型のみ           | 免許証の更新                 | 1,850円        | 1,000円 | 2,850円 |
| マイナ免許証のみ     | 免許情報記録の更新           | 1,000円        | 1,100円 | 2,100円 |
| 従来型＋マイナ免許証 | 免許証及び免許情報記録の更新 | 1,850円        | 1,100円 | 2,950円 |

| 区分名                  | 物件費・施設費 | 人件費 | 合計    |
| ----------------------- | -------------- | ------ | ------- |
| 特定免許情報 記録手数料 | 600円          | 900円  | 1,500円 |

| 形態                     | 区分名                   | 物件費・施設費 | 人件費 | 合計  |
| ------------------------ | ------------------------ | -------------- | ------ | ----- |
| 対面                     | 優良運転者               | 200円          | 300円  | 500円 |
| 対面                     | 一般運転者               | 300円          | 500円  | 800円 |
| オンライン（優良、一般） | オンライン（優良、一般） | 200円          | -      | 200円 |

## マイナ免許証の提示・照会

### 警察官への提示
運転者は運転中は常に免許証（従来型かマイナ免許証のいずれか）を携行し、警察官から提示を求められた際は、それに応じる義務がある（道路交通法第95条の2第8項）。警察官は専用の読み取りアプリを持ち、暗証番号不要で「特定免許情報」を照会することができる。警察官が専用アプリによって照会できるのは、マイナンバーカードICチップ空き領域に記録された特定免許情報部分のみである。その他のマイナンバーカード情報（個人番号や電子証明書など）は同アプリでは取得できない。

### 民間での提示
レンタカーやカーシェアリングの利用時、あるいは運輸業等での社内の免許証確認時は、警察庁が作成した「マイナ免許証読み取りアプリ」を用いる。
2024年3月時点で、レンタカー事業者は、概ね「マイナ免許証読み取りアプリ」の取り扱いに対応している。一方、カーシェアは対応している事業者と、対応未了の事業者に分かれる。また、本人確認のプラットフォーム事業者によるマイナ免許証対応も進んでいる。

### 所有者自身の照会（マイナポータル）
マイナ免許証の情報は、マイナポータル上でも照会可能。本機能は、運転時に運転免許証を携帯していることの証明にはならない。

## マイナ免許証読み取りアプリ
マイナンバーカード内の「免許証AP」「警察庁カードAP」へアクセスし、特定免許情報を表示するアプリケーション。2025年3月12日初版公開。
特定免許情報部分（項目は #特定免許情報の記録事項 を参照。氏名、生年月日、住所は無い）の読み取り時は、情報記録時に設定した暗証番号（数字4桁）の入力が必要。
また、氏名、生年月日、住所も合わせて表示することも可能。その場合は、照合番号Bを入力してマイナンバーカードを読み取る。
免許更新期限到来前に、スマートフォンへプッシュ通知を発信する機能も持つ。

## 有効期限
運転免許証の有効期限は、マイナ免許証へ変更した者も従来の運転免許証のルールから変更は無い。つまり、マイナンバーカード自体や電子証明書の有効期限とは一致しない。マイナンバーカード自体や電子証明書とマイナ免許証は、それぞれ個別に有効期限が存在し、それぞれの期限到来前に更新手続きを行なう必要がある。
マイナ免許証の有効期限については、「マイナ免許証読み取りアプリ」から事前にプッシュ通知を受けることができる。

### マイナンバーカード自体の更新時の情報引き継ぎ
上掲のとおり、特定免許情報はマイナンバーカードICチップ内の空き領域へ記録する。マイナンバーカード自体を更新する際（10回目の誕生日到来日）に、新しいカードへ自動的には情報が引き継がれない。新カードで、改めてマイナ免許証の発行手続きが必要となる。
2025年秋に、マイナンバーカード更新時に新カードへ特定免許情報を自動引き継ぎするよう、システム改修が計画されている。7月10日、警察庁は9月1日から自動引継ぎを開始する旨を公表した。

## 運転免許証更新講習のオンライン化
運転免許更新における講習を、自宅等においてオンラインで受講可能。対象は優良運転者講習、一般運転者講習。違反運転者講習、初回更新者講習、高齢者講習はオンライン対象外（対面講習のみ）。

### モデル事業
2021年12月9日、警察庁は、優良運転者講習（いわゆるゴールド免許保有者向け）のオンライン化モデル事業を2022年2月1日より開始すると発表。北海道警察・千葉県警察・京都府警察・山口県警察の4道府県警で開始。2023年3月17日、モデル事業効果の検証報告書を公表。左記の4道府県警では、2023年10月2日から一般運転者講習もオンライン講習の対象となった。2023年度以降、全国実施のためのシステム改修。2024度末以降、全国でオンライン講習を実施予定。

### 全国実施
2025年3月24日、マイナ免許証開始に合わせ、オンライン講習も全国実施を開始。受講料はマイナ免許証の発行費用と同様に、従来の対面型講習（優良 : 500円、一般 : 800円）より、オンライン講習の方が割安（一律200円）に設定されている。マイナ免許証を所持していることが条件となる。
オンライン講習の受講条件は、マイナ免許証（特定免許情報）を持ち、それをマイナポータル（情報提供等記録開示システム）と連携していること。

## 国外での利用制約
国外で運転する際は、国際運転免許証や翻訳書面の他に、自国（日本）の運転免許証も合わせて必要とする国が存在する。その場合、マイナ免許証（マイナンバーカードの券面）は認められず、従来の運転免許証が必要である。2025年3月18日、平将明デジタル大臣が注意を呼び掛けた。

## マイナ免許証の経緯
- 2020年
  - 6月30日：「デジタル・ガバメント閣僚会議」配下の「マイナンバー制度及び国と地方のデジタル基盤抜本改善ワーキンググループ」の第2回会合[63]にて、政府として初めて「運転免許証その他の国家資格証のデジタル化」を掲げた[64]。開始時期の言及無し。
  - 10月16日：菅義偉内閣の小此木八郎国家公安委員会委員長が、運転免許証とマイナンバーカードの一体化を2026年（令和8年）中に開始すると発表した[注 14]。
  - 11月10日：「マイナンバー制度及び国と地方のデジタル基盤抜本改善ワーキンググループ」の第4回会合[65]にて、運転免許証とマイナンバーカードの一体化時期を警察庁が「2026年中に開始」としていた点に対して[66]、菅義偉首相が日程の前倒しを指示した[注 15][67]。
  - 12月10日：小此木国家公安委員会委員長が、運転免許証とマイナンバーカードの一体化時期を「2024年度末」へ前倒すとを発表した[注 16]。翌12月11日の「マイナンバー制度及び国と地方のデジタル基盤抜本改善ワーキンググループ」第6回会合でも、菅首相が「2024年度末」開始を表明[注 17][68]。
  - 12月25日：2020年版『デジタル・ガバメント実行計画』を閣議決定[69]。「運転免許証のデジタル化」の項で「運転免許証について、2024年度（令和6年度）末にマイナンバーカード との一体化を開始する」と明記された[70]。またモバイル運転免許証については、「国際規格の策定状況を踏まえて検討を進める」としている。
- 2021年
  - 12月24日：2021年版『デジタル社会の実現に向けた重点計画』[71]を閣議決定。運転免許証とマイナンバーカードの一体化を2024年度末に実現することが記されている（2020年版『デジタル・ガバメント実行計画』から変更無し）[72]。
- 2022年
  - 4月19日：第208回国会（第2次岸田内閣）にて改正道路交通法が可決、成立[73]。4月27日公布[74]。本改正の中で、マイナ免許証（運転免許証とマイナンバーカードの一体化）に関する規定が設けられた[75][76]。本改正の同規定は公布から3年以内（2025年4月26日まで）に施行することが定められている。
  - 6月7日：2022年版『デジタル社会の実現に向けた重点計画』[77]を閣議決定。「デジタル社会の実現に向けた基本的な施策に係る施策集」の中で、運転免許証とマイナンバーカードの一体化を2024年度末に実現することが記されている（2021年版から変更無し）[78]。
  - 10月13日：河野太郎デジタル大臣が、従来2024年度末としていた施行時期を前倒す意向を発表した[注 18]。翌10月14日、谷公一国家公安委員会委員長は記者会見において「健康保険証は廃止する方針だが運転免許証の廃止は想定されていない」旨を述べた[注 19][79]。
- 2023年
  - 6月9日：2023年版『デジタル社会の実現に向けた重点計画』[80]を閣議決定。運転免許証とマイナンバーカードの一体化運用開始後、極力早期に「モバイル運転免許証」の実現を目指すと記されている。スマートフォンに免許情報を記録するもの。
- 2024年
  - 6月21日：2024年版『デジタル社会の実現に向けた重点計画』[81]を閣議決定。マイナンバーカードと運転免許証の⼀体化後、事前に⼿続を⾏った場合は、⾃治体に届け出れば住所変更に伴う警察への届出が不要になる旨が記されている[82]。
  - 9月12日：警察庁が、翌年3月24日から開始することを発表[2]。政令改正のパブリックコメントを実施。5,633件の意見が寄せられた[83][84]。
  - 10月29日、改正道路交通法および関連政令の施行日を閣議決定[85]。11月1日、政令公布（施行日は2025年3月24日）[注 3]。
- 2025年
  - 3月24日：マイナ免許証の運用開始。

## マイナ免許証保有者数
| 時期        | マイナ免許証保有者数（累計） | マイナ免許証保有者数（累計）      | マイナ免許証保有者数（累計） | 運転免許証保有者           | マイナ免許証保有割合 | 1か月間の実績 | 1か月間の実績        | 1か月間の実績 |
| 時期        | マイナ免許証のみ             | 従来免許証とマイナ免許証の2枚持ち | 合計                         | 運転免許証保有者           | マイナ免許証保有割合 | 免許更新者    | マイナ免許保有選択者 | 選択率        |
| ----------- | ---------------------------- | --------------------------------- | ---------------------------- | -------------------------- | -------------------- | ------------- | -------------------- | ------------- |
| 2025年3月末 | 44,543                       | 73,046                            | 117,589                      | 81,862,728（2023年末時点） | 約0.14%              | 約45万        | 約9万                | 約20%         |
| 2025年4月末 | 139,005                      | 263,618                           | 402,623                      | 81,742,303（2024年末時点） | 約0.49%              | 約198万       | 約34万               | 約17.8%       |
| 2025年5月末 | 211,131                      | 424,902                           | 636,033                      | 同上                       | 約0.78%              |               |                      |               |
| 2025年6月末 | 280,527                      | 587,661                           | 868,188                      | 同上                       | 約1.06%              |               |                      |               |

## システム障害

### マイナ免許証読み取りアプリ
- 2025年3月24日、免許証画像表示機能で、普通自動二輪車と大型自動二輪車が正しく表示されない不具合が判明した[97]。文字情報としての免許種類表示部分は正常に機能している[98]。また、警察官が使用する読み取りアプリに不具合は発生していない[99]。iOS版、Android版は同日昼までに改修版を配信済み[100]。Windows版の改修は数日掛かるとされていたが[101]、同日深夜、改修完了[102][103]。
- 2025年3月24日、免許更新時に、マイナ免許証側に持つ顔写真データが古い顔写真（更新前免許証の顔写真）で登録されるケースが発生。試験場の人的ミスによるもの[104]。

### センターのシステム障害
- 2025年
  - 3月24日午前11時頃から、岩手県警察にてマイナ免許証関連システムで障害が発生。盛岡運転免許センターと県南運転免許センターの2拠点で、マイナンバーカードへ特定免許情報の記録ができなくなった[105][106][107]。翌3月25日午前7時50分、復旧[108][109]。
  - 3月24日、宮城県警察管内で、一時、マイナ免許証登録処理に遅延が発生。処理集中によるもの[110]。
  - 3月24日午前11時頃、埼玉県警察の「運転者管理システム」で処理遅延が発生。浦和警察署、熊谷警察署、越谷警察署、浦和西警察署、大宮東警察署、秩父警察署の6署で、マイナ免許証登録処理に加え、従来型免許証の作成も不能となった[111][112]。他の警察署と埼玉県警運転免許センターでも処理遅延が生じた[113]。
  - 3月24日午前9時30分頃、神奈川県警察でシステム不具合が発生。神奈川県警察運転免許センターや各警察署において、マイナ免許証の住所変更ワンストップサービスの利用登録が不能となった[114][115]。午後2時30分、復旧[116][117]。
  - 3月24日朝、愛知県警察でシステムが起動しない障害が発生[118]。県内44警察署のうち26の警察署で、マイナ免許証の登録手続きが不能となった[119]。愛知県運転免許試験場と東三河運転免許センターでは不具合は発生せず処理可能[120][121][122]。
  - 3月24日午前11時頃、山口県警察でシステム障害が発生。山口県総合交通センターおよび県内各地の警察署で、運転免許証の発行や更新手続きに遅延が生じた[123][124]。午後2時頃、復旧。
  - 3月24日午前10時30分頃、香川県警察管内で、一時、マイナ免許証登録処理に障害が発生。県内の12警察署・4運転免許センター全てで、マイナ免許証の登録や免許更新手続きに遅れが生じた[125][126]。午後0時30分、復旧[127]。
  - 3月24日午前10時頃、愛媛県警察で「運転者管理システム」の障害が発生[128]。新居浜警察署、今治警察署、八幡浜警察署、宇和島警察署の4署で、運転免許証の再交付や住所などの記載事項変更ができなくなった[129][130]。午後3時前、復旧。
  - 3月25日午前8時30分、福井県警察でシステム障害が発生。県内4ヶ所全ての運転免許センターで、マイナ免許証とマイナポータルのひも付け処理が不能となった[131]。3月27日、復旧[132]。
  - 3月25日、坂井学国家公安委員会委員長は、全国で発生した一連の初期障害について陳謝した[注 20][102]。
  - 4月6日午前9時頃、大阪府警察でシステム障害が発生。門真運転免許試験場で、マイナ免許証とマイナポータルのひも付け処理が不能となった。2時間後に復旧[133]。
  - 4月6日午前9時頃、徳島県警察でシステム障害が発生。徳島県運転免許センターで、マイナ免許証とマイナポータルのひも付け処理が不能となった。2時間後に復旧[134]。
  - 4月6日午前9時頃、香川県警察でシステム障害が発生。香川県警察本部運転免許センターで、マイナ免許証とマイナポータルのひも付け処理が不能となった。2時間後に復旧[135][136]。
  - 4月6日午前9時頃、愛媛県警察でシステム障害が発生。愛媛県運転免許センターで、マイナ免許証とマイナポータルのひも付け処理が不能となった。2時間後に復旧[137][138]。
  - 5月21日朝から北海道、青森、岩手、宮城、秋田、山形、福島の7道県警察で運転免許証の管理システムに通信障害が発生した。前日20日深夜に道路工事によって光ケーブルの断線が生じていた[139]。21日0時30分頃復旧[140][141]。